# Liste der Einheiten der Knox-Klasse
Dies ist eine Übersicht über alle Fregatten der Knox-Klasse sowie deren Waffen- und Sensorausstattung (siehe Artikel) und den Verbleib der einzelnen Schiffe.
| Einheit                    | Bauwerft              | In Dienst          | RIM-7 | SQS-35 | Außer Dienst       | Verbleib                 |
| -------------------------- | --------------------- | ------------------ | ----- | ------ | ------------------ | ------------------------ |
| Knox (FF-1052)             | Todd, Seattle         | 12. April 1969     | ja    | ja     | 14. Februar 1992   | versenkt                 |
| Roark (FF-1053)            | Todd, Seattle         | 22. November 1969  | ja    | nein   | 14. Dezember 1991  | verschrottet             |
| Gray (FF-1054)             | Todd, Seattle         | 4. April 1970      | ja    | nein   | 29. September 1991 | verschrottet             |
| Hepburn (FF-1055)          | Todd, San Pedro       | 3. Juli 1969       | ja    | nein   | 20. Dezember 1991  | versenkt                 |
| Connole (FF-1056)          | Avondale, New Orleans | 30. August 1969    | ja    | ja     | 30. August 1992    | versenkt                 |
| Rathburne (FF-1057)        | Lockheed, Seattle     | 16. Mai 1970       | ja    | nein   | 14. Februar 1992   | versenkt                 |
| Meyerkord (FF-1058)        | Todd, San Pedro       | 28. November 1969  | ja    | nein   | 14. Dezember 1991  | verschrottet             |
| W. S. Sims (FF-1059)       | Avondale, New Orleans | 3. Januar 1970     | ja    | nein   | 6. September 1991  | an Türkei verkauft       |
| Lang (FF-1060)             | Todd, San Pedro       | 28. März 1970      | ja    | nein   | 12. Dezember 1991  | verschrottet             |
| Patterson (FF-1061)        | Avondale, New Orleans | 14. März 1970      | ja    | nein   | 30. September 1991 | verschrottet             |
| Whipple (FF-1062)          | Todd, Seattle         | 22. August 1970    | ja    | nein   | 14. Februar 1992   | an Mexiko verkauft       |
| Reasoner (FF-1063)         | Lockheed, Seattle     | 31. Juli 1971      | ja    | ja     | 28. August 1993    | an Türkei verkauft       |
| Lockwood (FF-1064)         | Todd, Seattle         | 5. Dezember 1970   | ja    | ja     | 27. September 1993 | verschrottet             |
| Stein (FF-1065)            | Lockheed, Seattle     | 8. Januar 1972     | ja    | ja     | 19. März 1992      | an Mexiko verkauft       |
| Marvin Shields (FF-1066)   | Todd, Seattle         | 10. April 1971     | ja    | ja     | 2. Juli 1992       | an Mexiko verkauft       |
| Francis Hammond (FF-1067)  | Todd, San Pedro       | 25. Juli 1970      | ja    | ja     | 2. Juli 1992       | verschrottet             |
| Vreeland (FF-1068)         | Avondale, New Orleans | 13. Juni 1970      | ja    | ja     | 30. Juni 1992      | an Griechenland verkauft |
| Bagley (FF-1069)           | Lockheed, Seattle     | 6. Mai 1972        | ja    | ja     | 26. September 1991 | verschrottet             |
| Downes (FF-1070)           | Todd, Seattle         | 28. August 1971    | ja    | ja     | 5. Juni 1992       | versenkt                 |
| Badger (FF-1071)           | Todd, Seattle         | 1. Dezember 1970   | ja    | nein   | 20. Dezember 1991  | versenkt                 |
| Blakely (FF-1072)          | Avondale, New Orleans | 28. Juli 1970      | ja    | ja     | 15. November 1991  | verschrottet             |
| Robert E. Peary (FF-1073)  | Lockheed, Seattle     | 23. September 1972 | ja    | ja     | 7. August 1992     | an Taiwan verkauft       |
| Harold E. Holt (FF-1074)   | Todd, San Pedro       | 26. März 1971      | ja    | ja     | 2. Juli 1992       | versenkt                 |
| Trippe (FF-1075)           | Avondale, New Orleans | 19. September 1970 | ja    | ja     | 30. Juli 1992      | an Griechenland verkauft |
| Fanning (FF-1076)          | Todd, San Pedro       | 23. Juli 1971      | ja    | ja     | 31. Juli 1993      | an Türkei verkauft       |
| Ouellet (FF-1077)          | Avondale, New Orleans | 12. Dezember 1970  | ja    | ja     | 6. August 1993     | an Thailand verkauft     |
| Joseph Hewes (FF-1078)     | Avondale, New Orleans | 24. April 1971     | ja    | ja     | 30. Juni 1994      | an Taiwan verkauft       |
| Bowen (FF-1079)            | Avondale, New Orleans | 22. Mai 1971       | ja    | ja     | 30. Juni 1994      | an Türkei verkauft       |
| Paul (FF-1080)             | Avondale, New Orleans | 14. August 1971    | ja    | ja     | 14. August 1992    | an Türkei verkauft       |
| Aylwin (FF-1081)           | Avondale, New Orleans | 18. September 1971 | ja    | ja     | 15. Mai 1992       | an Taiwan verkauft       |
| Elmer Montgomery (FF-1082) | Avondale, New Orleans | 30. Oktober 1971   | ja    | ja     | 30. Juni 1993      | an Türkei verkauft       |
| Cook (FF-1083)             | Avondale, New Orleans | 18. Dezember 1971  | ja    | ja     | 30. April 1992     | an Taiwan verkauft       |
| McCandless (FF-1084)       | Avondale, New Orleans | 18. März 1972      | nein  | ja     | 6. Mai 1994        | an Türkei verkauft       |
| Donald B. Beary (FF-1085)  | Avondale, New Orleans | 22. Juli 1972      | nein  | ja     | 20. Mai 1994       | an Türkei verkauft       |
| Brewton (FF-1086)          | Avondale, New Orleans | 8. Juli 1972       | nein  | ja     | 2. Juli 1992       | an Taiwan verkauft       |
| Kirk (FF-1087)             | Avondale, New Orleans | 9. September 1972  | nein  | ja     | 6. August 1993     | an Taiwan verkauft       |
| Barbey (FF-1088)           | Avondale, New Orleans | 11. November 1972  | nein  | ja     | 20. März 1992      | an Taiwan verkauft       |
| Jesse L. Brown (FF-1089)   | Avondale, New Orleans | 17. Februar 1973   | nein  | ja     | 27. Juni 1994      | an Ägypten verkauft      |
| Ainsworth (FF-1090)        | Avondale, New Orleans | 31. März 1973      | nein  | ja     | 27. Mai 1994       | an Türkei verkauft       |
| Miller (FF-1091)           | Avondale, New Orleans | 30. Juni 1973      | nein  | ja     | 15. Oktober 1991   | an Türkei verkauft       |
| Thomas C. Hart (FF-1092)   | Avondale, New Orleans | 28. Juli 1973      | nein  | ja     | 30. August 1993    | an Türkei verkauft       |
| Capodanno (FF-1093)        | Avondale, New Orleans | 17. November 1973  | nein  | ja     | 30. Juli 1993      | an Türkei verkauft       |
| Pharris (FF-1094)          | Avondale, New Orleans | 26. Januar 1974    | nein  | ja     | 15. April 1992     | an Mexiko verkauft       |
| Truett (FF-1095)           | Avondale, New Orleans | 1. Juni 1974       | nein  | ja     | 30. Juli 1994      | an Thailand verkauft     |
| Valdez (FF-1096)           | Avondale, New Orleans | 27. Juli 1974      | nein  | ja     | 16. Dezember 1991  | an Taiwan verkauft       |
| Moinester (FF-1097)        | Avondale, New Orleans | 2. November 1974   | nein  | ja     | 28. Juli 1994      | an Ägypten verkauft      |

Anmerkungen:
1. ↑  Mk. 29